# أكيكو ايواموتو
أكيكو ايواموتو (باليابانية: 岩本亜希子؛ بالكانا: いわもと　あきこ) هي مجدفة يابانية، ولدت في 25 سبتمبر 1978 في سوا في اليابان.

## وصلات خارجية
- أكيكو ايواموتو على موقع الاتحاد الدولي للتجديف (الإنجليزية)
- أكيكو ايواموتو على موقع اللجنة الأولمبية الدولية (الإنجليزية)
- أكيكو ايواموتو على موقع أوليمبيديا (الإنجليزية)